# Unicorn (genre)
Pour les articles homonymes, voir Unicorn.
Genre
Unicorn est un genre d'araignées aranéomorphes de la famille des Oonopidae.

## Distribution
Les espèces de ce genre se rencontrent au Chili, en Argentine et en Bolivie.

## Liste des espèces
Selon World Spider Catalog (version 15.0, 2014) :
- Unicorn argentina (Mello-Leitão, 1940)
- Unicorn catleyi Platnick & Brescovit, 1995
- Unicorn chacabuco Platnick & Brescovit, 1995
- Unicorn huanaco Platnick & Brescovit, 1995
- Unicorn sikus González, Corronca & Cava, 2010
- Unicorn socos Platnick & Brescovit, 1995
- Unicorn toconao Platnick & Brescovit, 1995

## Publication originale
- Platnick & Brescovit, 1995 : On Unicorn, a new genus of the spider family Oonopidae (Araneae, Dysderoidea). American Museum novitates, no 3152, p. 1-12 (texte intégral).